# Lac Ireland
Pour les articles homonymes, voir Ireland.
Le lac Ireland (en anglais : Ireland Lake) est un lac américain dans le comté de Tuolumne, en Californie. Il est situé à 3 274 mètres d'altitude au sein de la Yosemite Wilderness, dans le parc national de Yosemite.